# 커피야 부탁해
《커피야 부탁해》는 2018년 12월 1일부터 2018년 12월 30일까지 방송했던 채널A 토일 드라마였다.

## 프로그램 소개
마법의 커피를 마신 뒤 미녀가 되어 짝사랑을 이루려는 귀뚱녀(귀여운데 뚱뚱한 여자)와 사랑 따윈 믿지 않는 훈남 웹툰 작가의 아슬아슬한 로맨틱 코미디 드라마

## 등장 인물

### 주요 인물
- 용준형 : 임현우 역 - 심쿵툰 스타 웹툰작가
- 김민영 : 이슬비 역 - 심쿵툰 어시스턴트
- 채서진 : 오고운 역 - 슬비가 마법의 커피를 마시고 변신했을 때의 팔색조 미녀
- 이태리 : 문정원 역 - 뮤지컬 배우 지망생
- 길은혜 : 강예나 역 - 조이웹툰 부팀장
- 류혜린 : 박아름 역 - 슬비의 룸메이트
- 한제후 : 정숙 역 - 심쿵툰 어시스턴트
- 맹세창 : 이동구 역 - 심쿵툰 어시스턴트
- 김늘메 : 쥔장 역 - 미스터리 바리스타

### 그 외 인물
- 이태훈
- 이갑선 : 마팀장 역 - 조이웹툰 팀장
- 장격수 : 구피디 역 - 조이웹툰 피디
- 김동준
- 서민경 : 약사 역
- 박재영 : 버스 안 할아버지 역
- 현승진
- 주민영
- 박주리
- 우미진
- 김도진
- 이서연
- 최주영
- 조연호
- 김수연
- 김동수
- 손영순 : 노점상 할머니 역
- 김주일
- 임동욱
- 유민정
- 이조이
- 이준녕
- 김지훈
- 이선주
- 진우진
- 함민희
- 허은채
- 정혜경
- 신상용
- 강지원
- 김동현
- 서병덕
- 정희영
- 최상무

### 특별 출연
- 김결
- 하지은
- 김아랑
- 윤소이
- 유지수
- 장진주
- 노시아
- 손건우
- 임윤정
- 정성희

## 시청률
최저 시청률과 최고 시청률은 시청률 조사회사와 지역별로 시청률에 차이가 있을 수 있습니다.
| 2018년      | 2018년      | 2018년         |
| 회차        | 방송일      | AGB 시청률     |
| 회차        | 방송일      | 대한민국(전국) |
| ----------- | ----------- | -------------- |
| 제1회       | 12월 1일    | 0.618%         |
| 제2회       | 12월 1일    | 0.409%         |
| 제3회       | 12월 2일    | 0.519%         |
| 제4회       | 12월 8일    | 0.321%         |
| 제5회       | 12월 9일    | 0.422%         |
| 제6회       | 12월 15일   | 0.402%         |
| 제7회       | 12월 16일   | 0.282%         |
| 제8회       | 12월 22일   | 0.314%         |
| 제9회       | 12월 23일   | 0.296%         |
| 제10회      | 12월 29일   | 0.614%         |
| 제11회      | 12월 30일   | 0.208%         |
| 제12회      | 12월 30일   | 0.337%         |
| 평균 시청률 | 평균 시청률 | 0.395%         |